# Арониус, Юлий
Юлий Арониус (1861—1893) — немецкий историк еврейского народа.

## Биография
Родился в Растенбурге в 1861 году. Окончив Кёнигсбергский университет в 1883 г., стал учителем в одной берлинской гимназии и посвятил свободное время изучению истории евреев в Германии.
Некоторые из его статей обратили внимание учёного мира на молодого историка, и «Историческая комиссия» (Historische Commission für Geschichte der Juden in Deutschland), учреждённая Немецко-еврейским союзом общин (Deutsch-Israelitischer Gemeindebund) в 1885 году, поручила ему написать историю евреев в Германии в Средние века.
Ho Арониус успел выпустить (1893) лишь материалы, подготовленные им для будущего труда, — «Regesten zur Geschichte der Juden in Deutschland» («Регеста по истории евреев Германии»), значимое собрание документов, относящихся к средневековой истории евреев в Германии (в хронологическом порядке). Ранняя смерть Арониуса (1893) прервала работу почти в самом ее начале.